# 케빈 제임스
케빈 제임스(Kevin James, 1965년 4월 26일 ~ )는 미국의 배우이다.

## 학력
- 워드멜빌고등학교
- 뉴욕주립대학교코트랜드교[1]

## 출연 작품
- 벡키 - 도미닉 역
- 홈 팀 - 숀 페이튼 역